# Melkhus

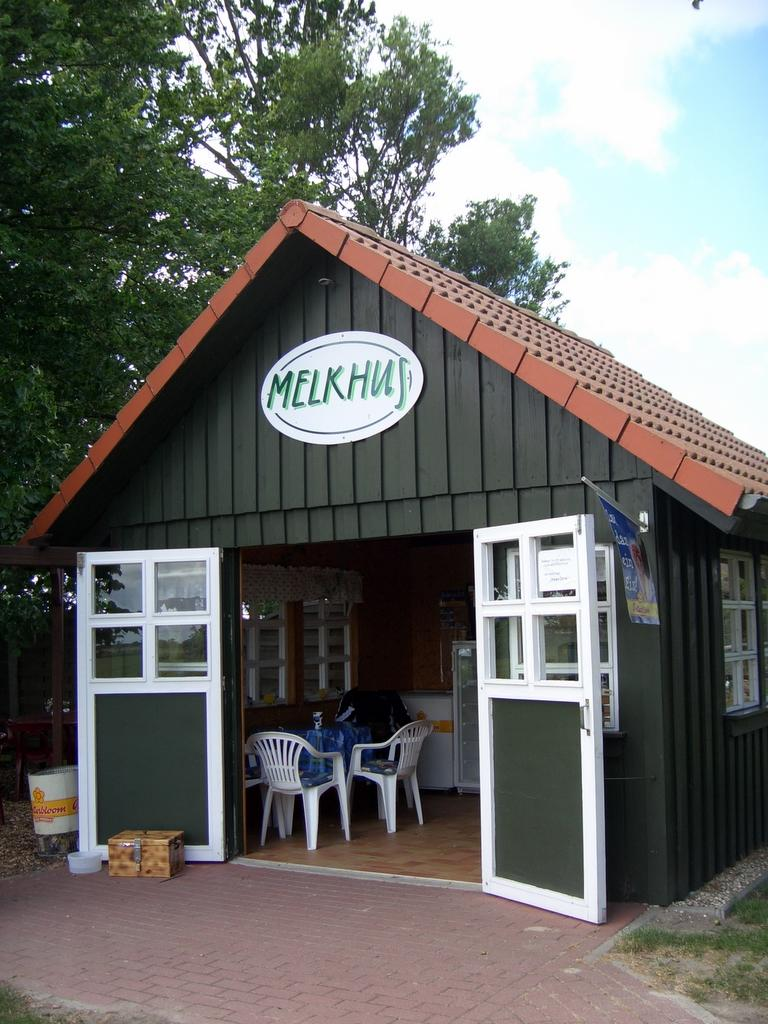
Ein Melkhus bei Bremen

Melkhus (nds. für Milchhaus) ist die rechtlich geschützte Bezeichnung für Raststätten, die im Norden und Westen Niedersachsens sowie in Schleswig-Holstein vornehmlich an verschiedenen Radfern- beziehungsweise Radwanderwegen (unter anderem am Radfernweg Hamburg–Bremen, Weserradweg, Wümme-Radweg) aber auch an zahlreichen regionalen Radthemenrouten zumeist auf landwirtschaftlichen Betrieben liegen und in denen Landfrauen Milchspezialitäten anbieten. Radfahrer und Spaziergänger können sich auf diese Weise bei einem Glas frischer Milch, Milchmixgetränken, Quarkspeisen oder auch bei einem Kaffee stärken und erhalten nebenbei Einblick in die heutige Landwirtschaft sowie touristische Tipps für ihre Weiterfahrt. Der Geschäftsbetrieb wird oft mittels Kasse des Vertrauens abgewickelt. Die „offiziellen“ Melkhüs, die von der Landesvereinigung der Milchwirtschaft Niedersachsen e. V. betreut werden, sind in der Regel von April bis Ende September täglich zwischen 11 und 18 Uhr geöffnet und am grünen Holzhaus mit rotem Ziegeldach erkennbar.
In Schleswig-Holstein werden die dort rot gestrichenen Melkhüser von den jeweiligen Höfen eigenverantwortlich betrieben, die Landwirtschaftskammer Schleswig-Holstein unterstützt lediglich bei der Planung und übernimmt im weiteren Verlauf die zentrale Vermarktung.
Die Idee, die heute vielen niedersächsischen Landwirten ein zusätzliches kleines Einkommen eröffnet, wurde im Jahr 2001 von der inzwischen verstorbenen Landwirtin Friedel Schumacher aus dem Rheiderland gemeinsam mit ihrer Tochter Frauke entwickelt. Mittlerweile existieren über 75 der kleinen Hütten zwischen der niederländischen Grenze, der oberen Wümmeniederung, der Nordseeküste und Bad Bentheim. Die beiden südlichsten Melkhüs befinden sich in Einbeck und in Glentorf im Landkreis Helmstedt.
Außerdem gibt es die Niedersächsische Milchstraße Stade mit 13 beteiligten Milchbetrieben.

## Bezeichnung
Die Benennung der Institutionen variiert bis heute abhängig von Route und Region. Als Singular wird heutzutage mehrheitlich Melkhus verwendet, im Ammerland jedoch ist die Bezeichnung Mölkstand gebräuchlich. Im Plural sind Melkhüs und: im Rheiderland und am Dollart Melkhuske, im Landkreis Wittmund Melkhuskes, im Emsland Melkhüsken, in der Grafschaft Bentheim Melkhuisken anzutreffen.